# André Nogueira da Costa
André Nogueira da Costa foi um militar e administrador colonial português. Foi juiz de fora, almotacé-mor, capitão em Angola, Capitão do Rio São Francisco e governante do Rio Grande do Norte.

## Atuação política e militar
Na época de sua nomeação para Capitão-mor do Rio Grande do Norte, André Nogueira já possuía 17 anos de atividades militares ininterruptas. Entre 25 de abril de 1686 e 15 de setembro de 1705, havia prestado serviços militares à Coroa Portuguesa tanto na Capitania de Pernambuco (Brasil) como em Angola. Também atuou na Corte de Lisboa e na região do Vale do Rio São Francisco, aprisionando diversos inimigos, dentre os quais os que haviam assassinado um religioso de São Bento. Há relatos de que teria acompanhado, por cerca de quarenta léguas, o Frei Antônio do Rosário, devoto missionário pelos sertões da Bahia.
Na função de capitão, executava ordens dos governadores, prendendo criminosos e combatendo piratas.

## Nomeação para Capitão-Mor do Rio Grande do Norte
Pela Patente Real de 31 de março de 1708, outorgada por D. João V, foi nomeado para servir como Capitão-mor (governador geral) da capitania do Rio Grande do Norte, após consulta ao Conselho Ultramarino em 18 de janeiro e resolução a 30 de março do mesmo ano. Tomou posse em 30 de novembro de 1708, exercendo a função até 1711. 
Portanto, foi o 35º governante do Rio Grande. Em 18 de novembro de 1708, no Palácio da Torre, em Recife, homenageou o Capitão-General de Pernambuco, e no dia 31 do mesmo mês foi empossado em Natal perante o Senado da Câmara. Governaria até 29 de novembro de 1711.
Na fase final de seu governo, estava ocorrendo a Guerra dos Mascates na Capitania de Pernambuco, o que mobilizou moradores do Rio Grande do Norte.
Em 1710, houve a construção da provável primeira capela católica do Seridó, em Jardim de Piranhas.
Entre as principais medidas de sua atuação como Capitão-mor:
- Nomeou diversos cidadãos para postos militares, para escrivães e tabeliães;
- Concedeu diversas datas de terra (sesmarias) para povoamento e edificação do território, a exemplo da concessão de terras ao português Joseph Álvares de Barros (1710).
- Buscou uma política bélica menos intensa contra os indígenas. Alegou à Câmara da Capitania que não deveria liderar os combates aos povos indígenas, por entender que a legislação portuguesa era contrária aos cativeiros e massacres dos povos. A Câmara, porém, se manifestou com unanimidade pela continuidade das lutas. André Nogueira, assim, procurou defender os cidadãos, porém sem a presença de um vasto aparato bélico como alguns de seus antecessores.[2]